# Aziz Zakari
Abdul Aziz Zakari, ganski atlet, * 2. september 1976, Akra. 
Zakari je za Gano nastopil na Poletnih olimpijskih igrah 1996, 2000, 2004 in 2008.